# Dendrologie
La dendrologie (du grec dendron signifiant « arbre », et logos signifiant « discours, science ») est la science de reconnaissance (et classification) des arbres, et plus généralement la science des végétaux ligneux.
Une de ses branches est la dendrochronologie.

## Examen dendrologique
L'examen dendrologique permet l'identification botanique (taxonomie) et la détermination des caractères autoécologiques de chaque espèce.
Depuis les années 1980, des recherches en anthracologie, souvent appelées « dendro-anthracologie », ont développé des méthodes qui permettent, en analysant les cernes des charbons de bois (largeur moyenne, courbure, allure des patrons de croissance…), de déterminer le calibre des tiges et branches, de sélectionner des essences destinées au bois d'œuvre, d'artisanat et de combustion en fonction du travail de bois (abattage, élagage, façonnage…), et de mieux appréhender les activités humaines au cours du temps.
Un grand nombre de contextes archéologiques sont favorables à la présence de charbons contenant des séries suffisamment importantes de cernes de croissance pour être soumises à une analyse dendro-anthracologique : structures artisanales de cuisson (fours, charbonnières) ainsi que les contextes de rejets associés (par ex. fosses de vidange, dépotoirs), nécropoles à incinération et foyers à pierres chauffées, habitats incendiés. « Les contextes moins favorables sont ceux qui concernent le combustible domestique, tels que les sols d’habitat ou autres niveaux de circulation qui, du fait d’un piétinement récurrent, livrent des fragments de petite taille. Par ailleurs, les foyers domestiques et les rejets associés, ainsi que les fossés, contiennent parfois beaucoup de cendres et peu de charbons. »

## Planches de l'ouvrageArbres et JardinsduLarousseduXXesiècle

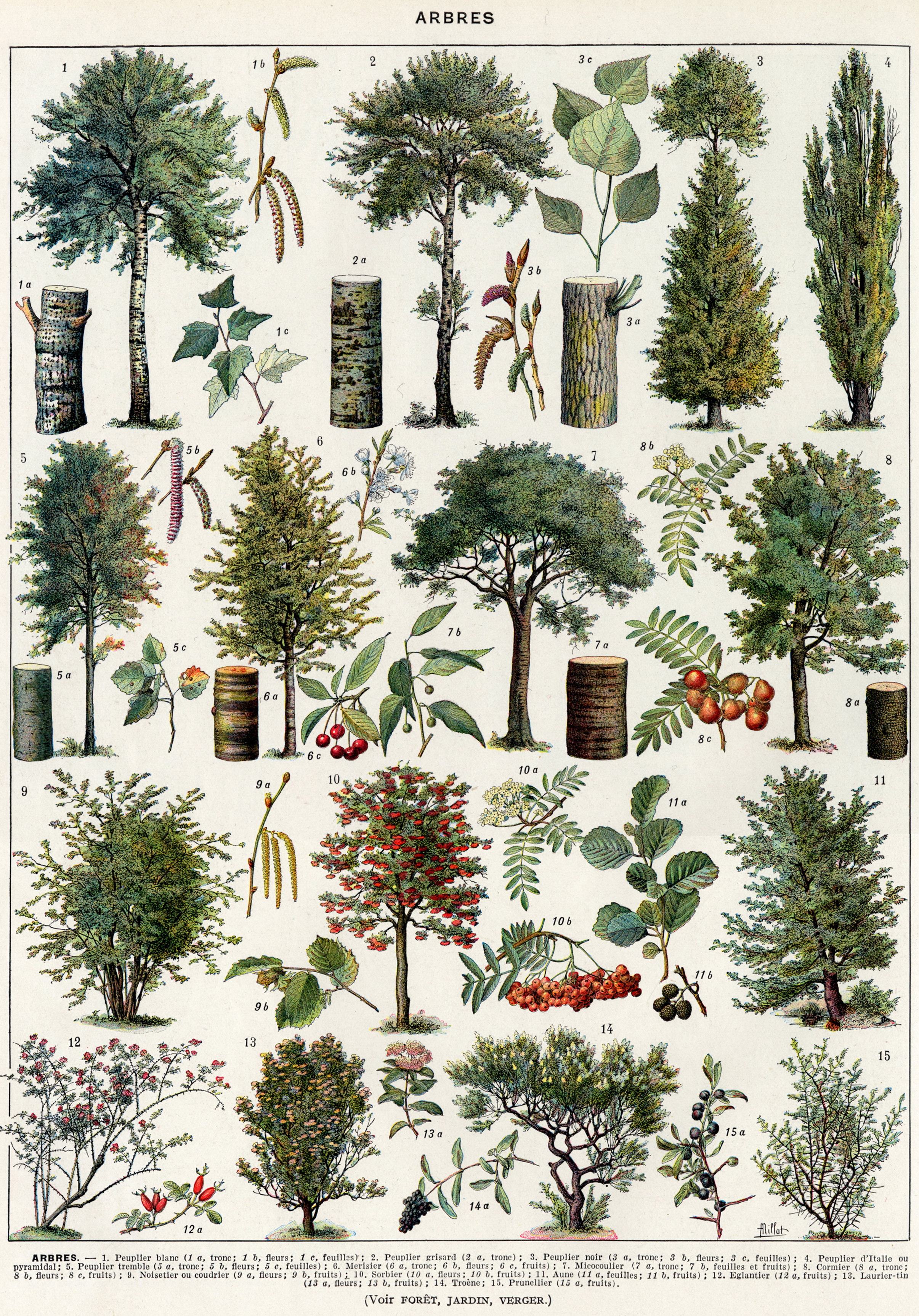
Arbres: bois, feuilles, fruits, etc., première planche.
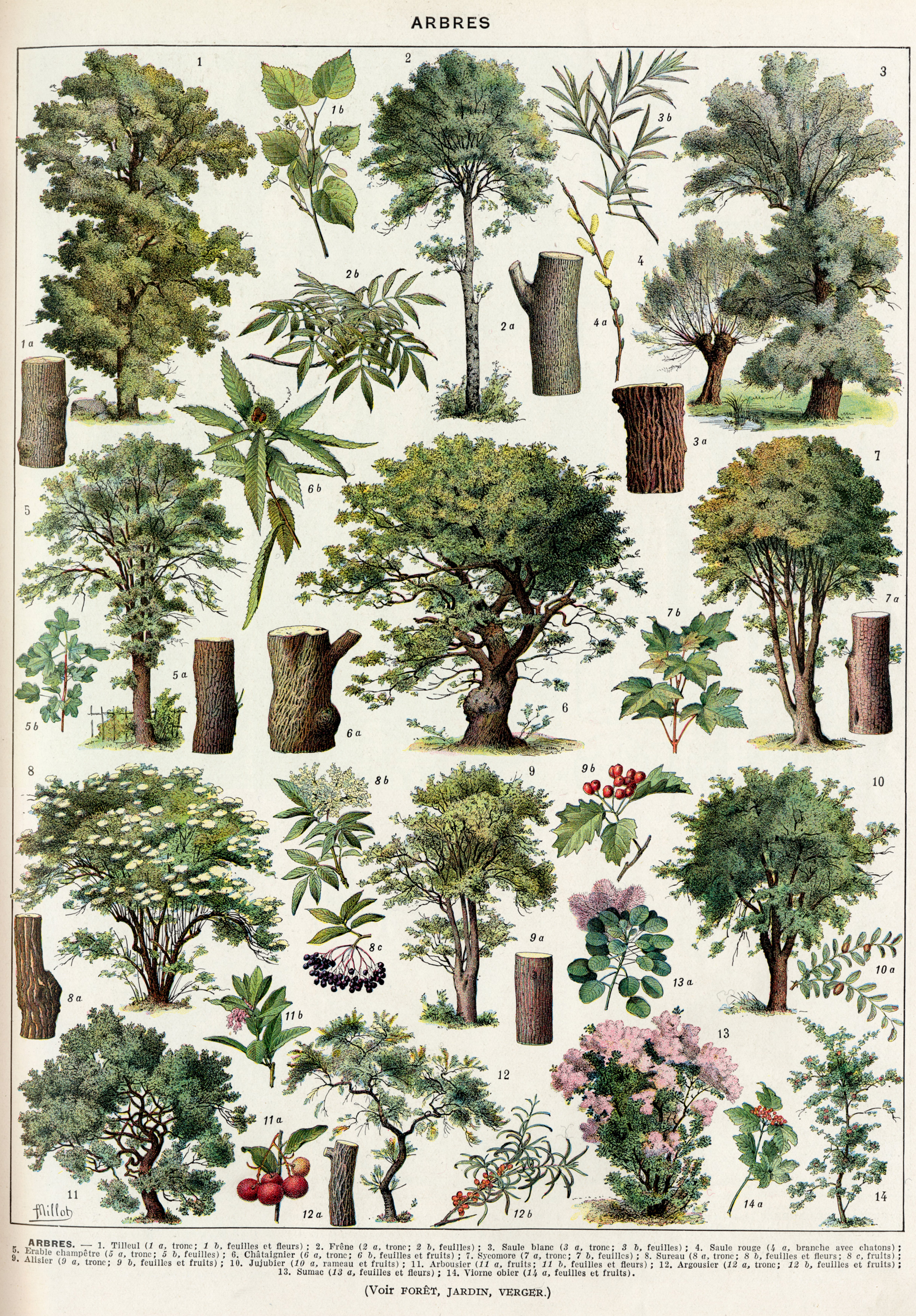
Arbres: bois, feuilles, fruits, etc., deuxième planche.
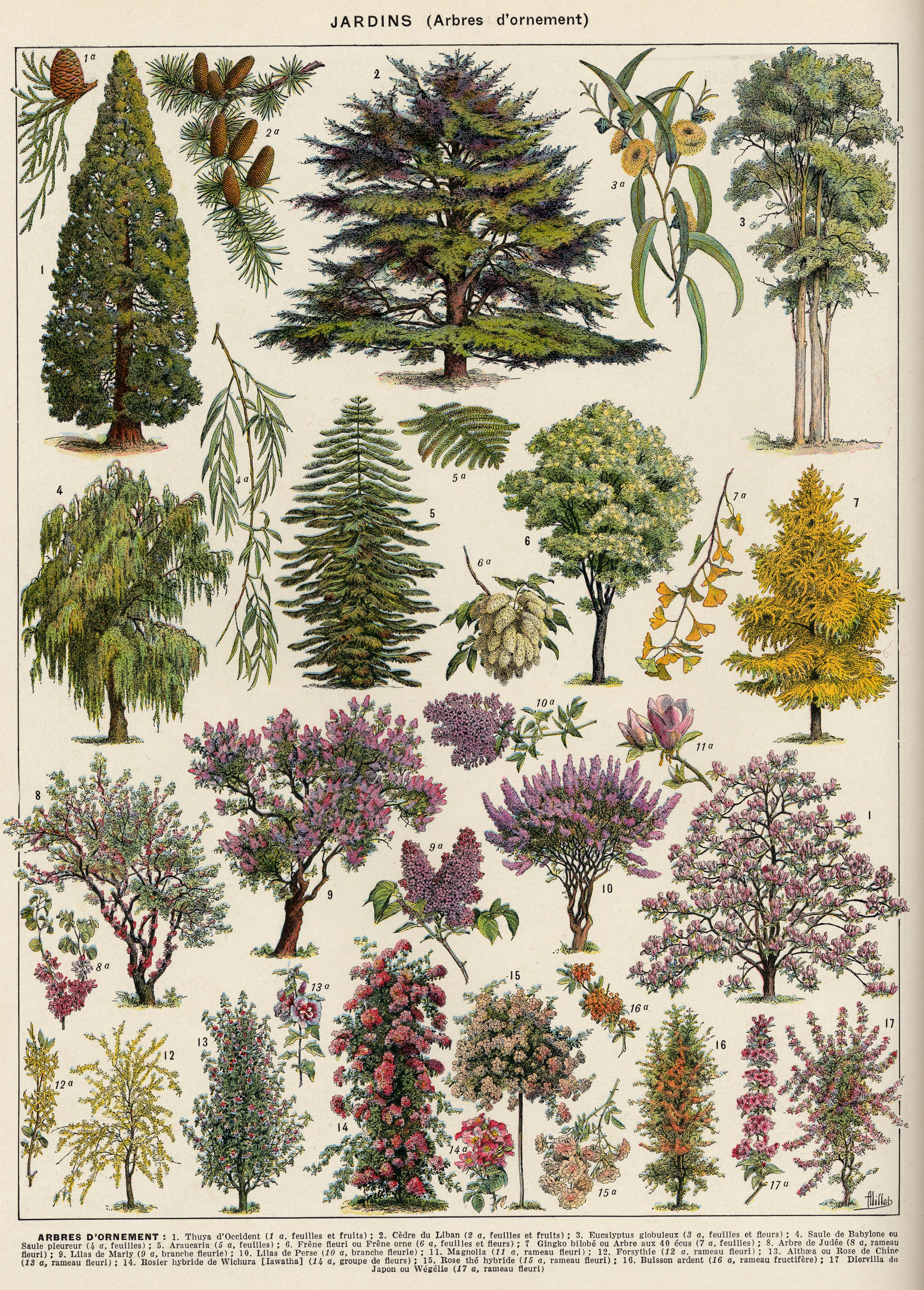
Jardins : arbres d'ornement, première planche.
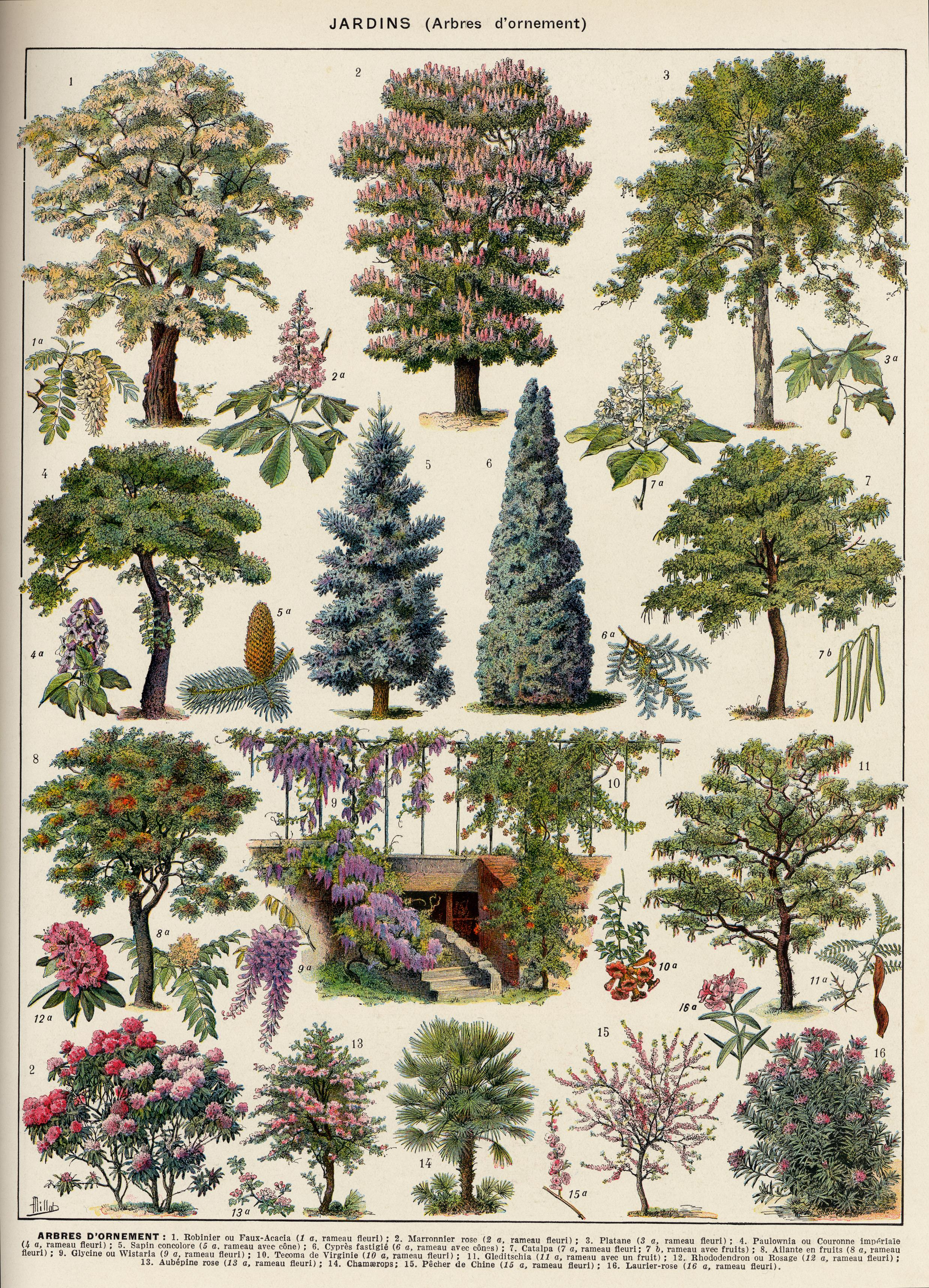
Jardins : arbres d'ornement, deuxième planche.